# Avenida de Compostela (Pontevedra)
La avenida de Compostela es una de las principales avenidas de la ciudad española de Pontevedra, situada en el norte de la ciudad, en el barrio de O Burgo. Es una de las  vías de acceso más importantes a la capital pontevedresa.

## Origen del nombre
La avenida toma su nombre de la ciudad de Santiago de Compostela, al ser la principal vía de salida de Pontevedra hacia el norte a través de la N-550, que enlaza con esa ciudad.

## Historia
La avenida fue ideada y proyectada a partir de la construcción del puente de Santiago entre 1981 y 1983, con el objetivo de aliviar el tráfico del puente del Burgo y extender hacia el norte la nueva vía de comunicación creada por dicho puente. De esta manera, se buscaba una alternativa a la Avenida de la Coruña, facilitando la entrada y salida de la ciudad desde y hacia el norte. La única edificación existente por entonces en la zona de la futura avenida, cuya fachada lateral derecha quedó orientada hacia ella, era el Pabellón municipal de deportes de Pontevedra, diseñado por el arquitecto Alejandro de la Sota Martínez en 1964. El 13 de julio de 1968, el edificio había sido inaugurado oficialmente en una ceremonia presidida por Juan Antonio Samaranch, en esa época Delegado Nacional de Educación Física y Deportes.
Después de la explanación de los terrenos necesarios para la avenida y la construcción de la misma, el 3 de julio de 1987, el gobernador civil de Pontevedra, inauguró oficialmente la nueva avenida de Compostela. Esta nueva sección de la carretera nacional 550, de dos kilómetros de longitud, fue diseñada para evitar el paso por el centro del barrio de O Burgo, una zona donde se registraban frecuentes retenciones de tráfico. La construcción de esta infraestructura viaria, llevada a cabo por el Ministerio de Obras Públicas, tuvo un coste de 320 millones de pesetas. Originalmente la avenida de Compostela tenía un tramo principal de doble carril en cada dirección, separado por una mediana.
Simultáneamente, en 1986 se consolidó en el lado derecho de la avenida el parque Rosalía de Castro, que en 1988 fue dotado de una estatua de la escritora gallega, inaugurada en una ceremonia en la que estuvo presente el escritor Camilo José Cela. Entre 1997 y 1998, en este mismo parque, se construyó el Recinto Ferial de Pontevedra, con una de las fachadas laterales orientadas a la avenida, obra del arquitecto Manuel de las Casas.
En el verano de 1993 comenzó la urbanización de los terrenos destinados al Campus Universitario de A Xunqueira, situados en el lateral derecho de la avenida, a un nivel de terreno inferior respecto a la propia vía.
A principios del siglo XXI se realizaron las obras para la construcción de la nueva mediana de separación entre los carriles de circulación de la Avenida de Compostela. En 2004 se terminó de ejecutar el polígono de viviendas situado en las inmediaciones del Estadio de Pasarón, entre la calle Luis Otero y la Avenida de Compostela.
En septiembre de 2010, se instaló en el lateral del parque Rosalía de Castro, frente a la avenida, un monumento en forma de busto en honor al general pontevedrés Gonzalo Jar Couselo, como reconocimiento a su defensa de los derechos humanos.
La primera reforma significativa de la avenida de Compostela se realizó a partir de 2014. Con el objetivo de reducir la velocidad del tráfico, se habilitaron tres amplios pasos de peatones sobreelevados a la altura de la cabecera del puente de Santiago, del Pabellón Municipal de Deportes y junto a la rotonda de Pasarón. Además, se potenció la movilidad ciclista con el carril bici a lo largo del lateral derecho de la avenida.
En 2017 se mejoró la imagen de las rotondas y de la mediana de la avenida con la plantación de plantas y arbustos ornamentales. En 2021 se inauguró al lado del pabellón municipal de deportes una nueva zona verde de estancia  dotada de dos pistas de petanca.
A finales de 2022 se instaló en las proximidades de la rotonda de Pasarón uno de los paneles LED de información situados en las entradas más importantes de la ciudad.
A principios de 2025, la cesión total de la titularidad de la avenida de Compostela al ayuntamiento de Pontevedra por parte del Ministerio de Transportes, Movilidad y Agenda Urbana, abrió la posibilidad de desbloquear una bolsa de terreno para la construcción de mil viviendas entre la rotonda de Pasarón y la calle Francisco Asorey. Además, gracias a esta cesión, está prevista una humanización más extensa de la avenida con la instalación de más pasos de peatones sobreelevados, la mejora de la conexión entre O Burgo y el campus de A Xunqueira, así como la implementación de la zona 30 en parte del trazado.

## Descripción

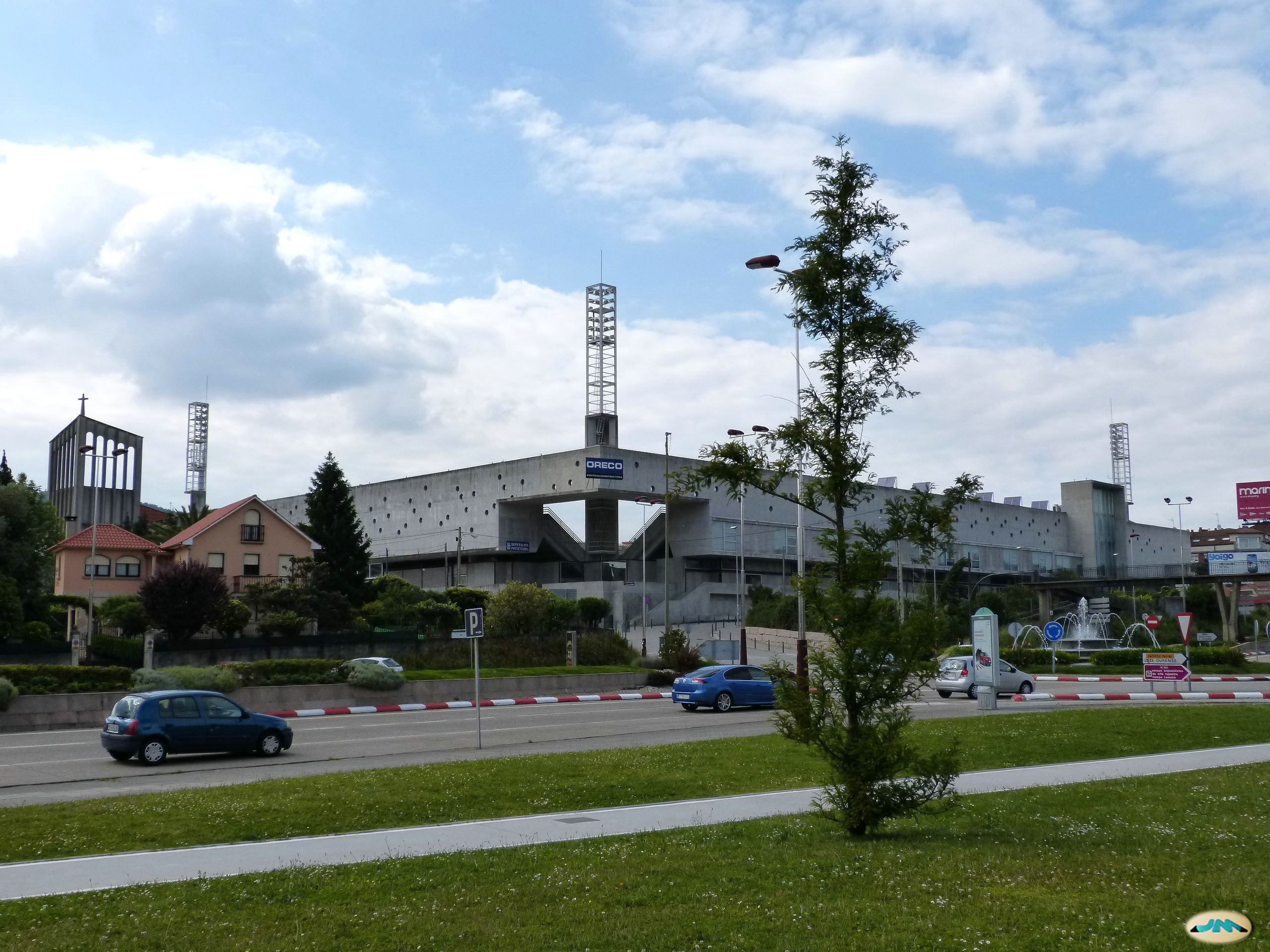
La avenida de Compostela en 2013 con el Estadio de Pasarón de fondo.

La avenida de Compostela se extiende a lo largo de 2 kilómetros, siguiendo un eje sur-norte. Su primer tramo es recto y mayormente llano con una ligera pendiente hasta llegar a la rotonda de la calle Celso Emilio Ferreiro. A partir de la misma, aunque su trazado presenta algunas curvas y asciende de manera más pronunciada. En la avenida confluyen varias calles: a su izquierda, las calles Domingo Fontán, Xoán Manuel Pintos, Leonardo Enríquez y Francisco Asorey, y a su derecha, las calles Ingeniero Rafael Areses, Alexandre Bóveda y Celso Emilio Ferreiro.
La avenida sirve como eje divisor entre el barrio de O Burgo (a la izquierda) y la zona de A Xunqueira (a la derecha), siguiendo el trazado de la N-550. En su primer tramo, hasta la rotonda de la calle Celso Emilio Ferreiro y Alexandre Bóveda, cuenta con seis carriles de circulación, distribuidos en tres a cada lado, separados por una mediana ajardinada. El siguiente tramo dispone de cuatro carriles, igualmente separados por una mediana ajardinada, mientras que el último tramo, más corto, hasta la rotonda de la calle Médico Ballina, tiene dos carriles. Su anchura varía según el tramo entre 36 y 25 metros. En su trazado destacan  dos grandes rotondas ajardinadas en la confluencia con las calles Xoán Manuel Pintos y Alexandre Bóveda. En el centro de esta última se ubica una fuente ornamental con chorros de agua parabólicos.
En la parte izquierda de la avenida destaca cerca de su inicio el Pabellón municipal de deportes de Pontevedra. El pabellón, diseñado por Alejandro de la Sota Martínez destaca por su arquitectura contemporánea y elegante estructura. El interior se concibe como una caja llena de luz, con una cubierta sostenida por ménsulas equilibradas que crean una sensación de ingravidez. La fachada está formada por paneles prefabricados de hormigón con un acabado de garbancillo. Su estructura es de hormigón armado, con cuatro torres laterales que facilitan el acceso al nivel superior. Un poco más apartado de la avenida, también en el lateral izquierdo, se encuentra el estadio de Pasarón, que domina la vía desde su ubicación. 
En el lado derecho de la avenida de Compostela, cerca de su inicio, destacan el parque Rosalía de Castro y el edificio del Recinto Ferial de Pontevedra, revestido de acero, pizarra verde y cristal. A partir de la rotonda de la calle Celso Emilio Ferreiro, el Campus Universitario de Pontevedra se extiende a lo largo de la avenida a un nivel inferior, con los edificios de las Facultades de Comunicación y Ciencias de la Educación y del Deporte, orientados hacia la misma. La entrada al campus de A Xunqueira está flanqueada por una amplia franja de zona verde, paralela a la avenida, recorrida por senderos que conectan con el campus, y que se extiende de manera paralela a la calle Celso Emilio Ferreiro.
La avenida de Compostela está arbolada y ajardinada en el lado derecho de la vía. En su primer tramo, junto al lateral del parque Rosalía de Castro, destacan, entre otros, 18 ejemplares de álamo o chopo blanco, 13 de fresno común, 6 de fresno blanco y 12 árboles del amor. En esta área también se encuentra el monumento en forma de busto en honor al general Gonzalo Jar. En el tramo que va desde la rotonda en la confluencia con la calle Alexandre Bóveda hacia el norte, la avenida está bordeada por 59 ejemplares de cipreses híbridos de Leyland.

## Galería de imágenes

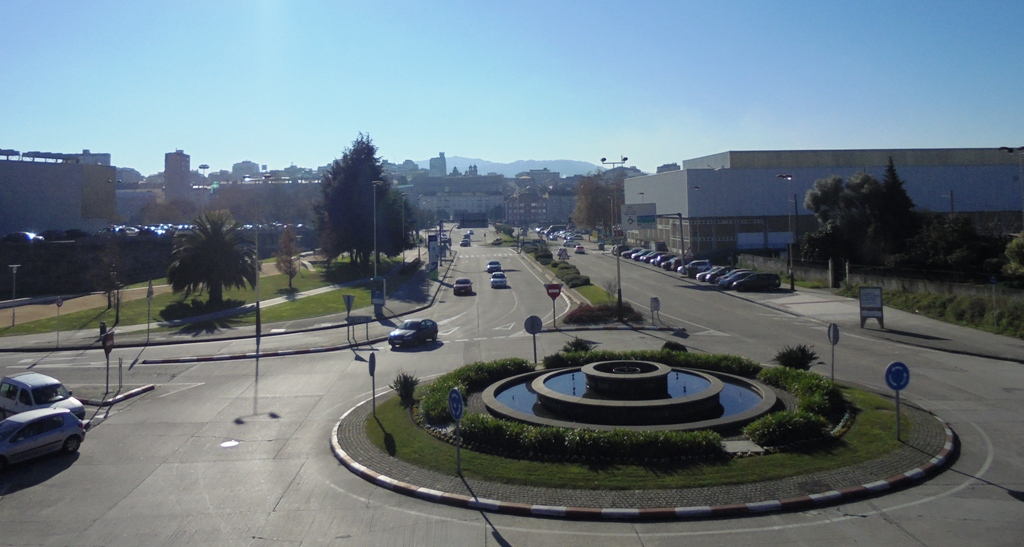
Fuente de la avenida.
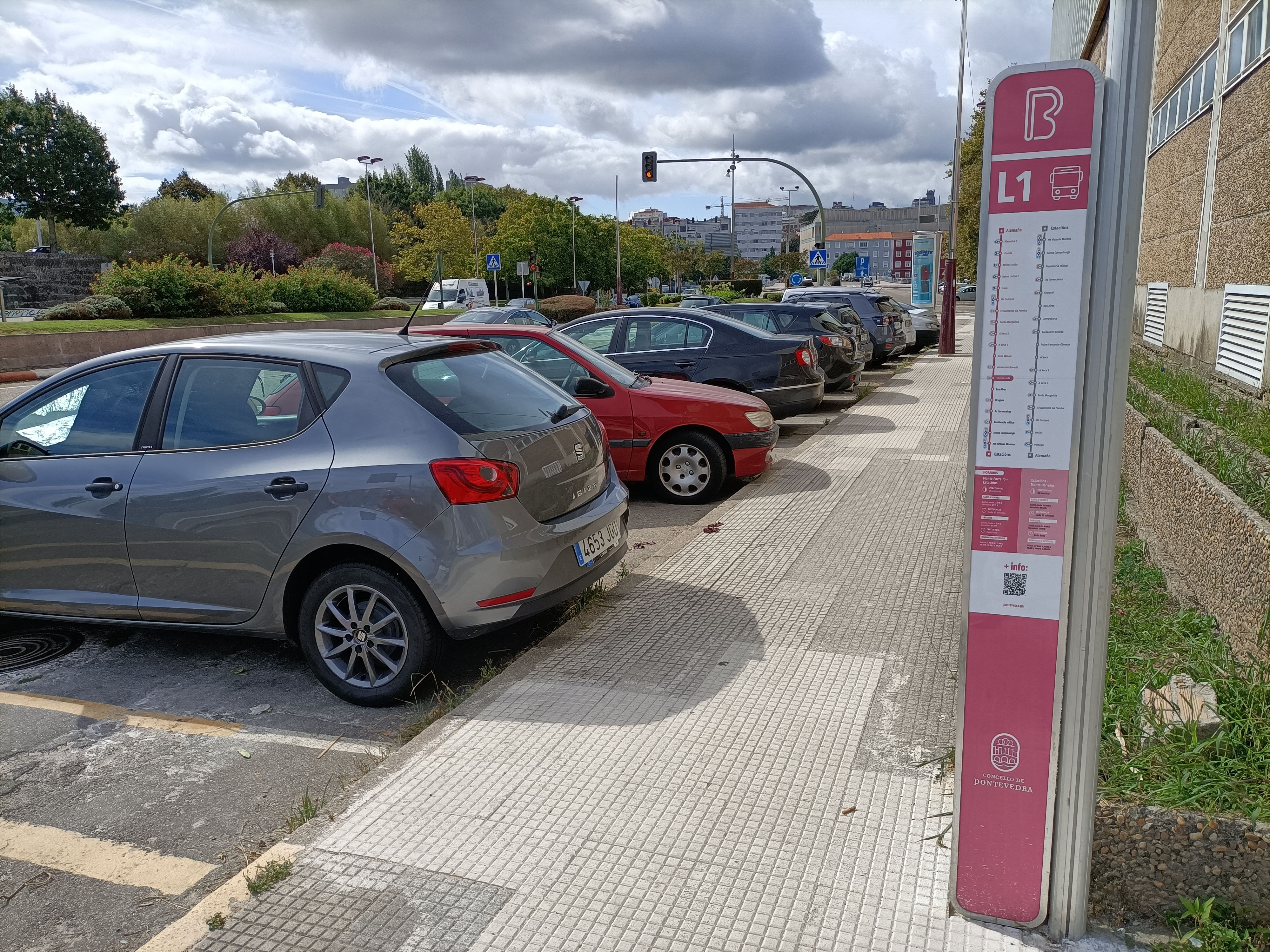
Parada de la línea 1 de autobuses urbanos de la ciudad.
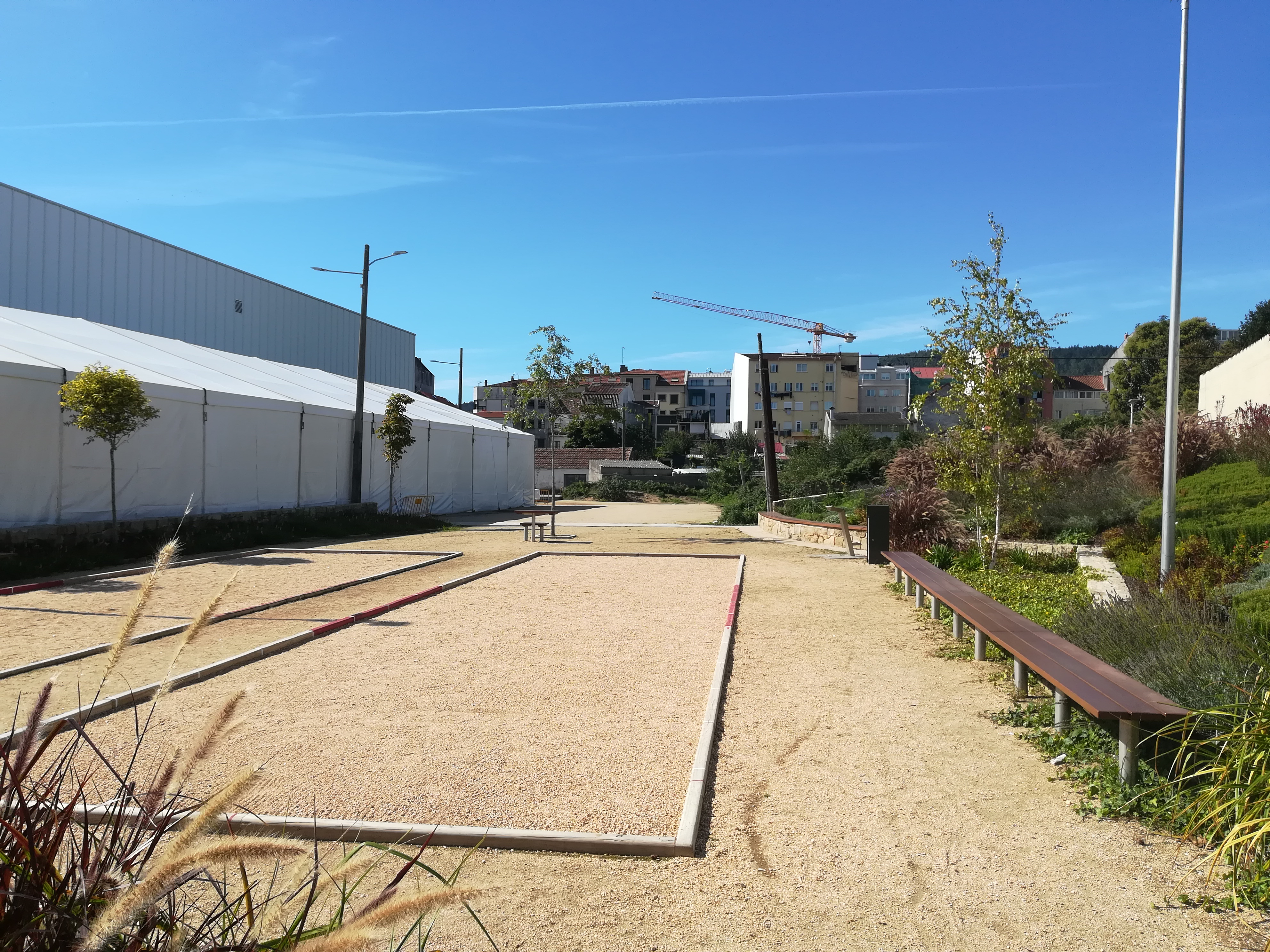
Campo de petanca de O Burgo con frente a la avenida.
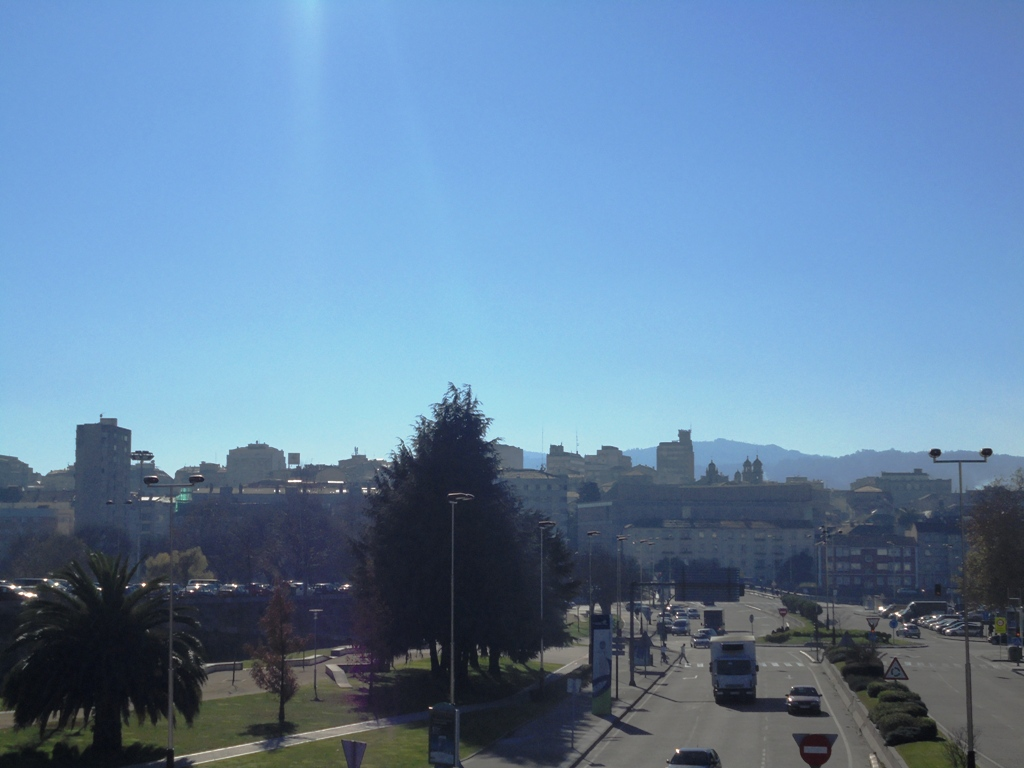
La avenida en 2014.
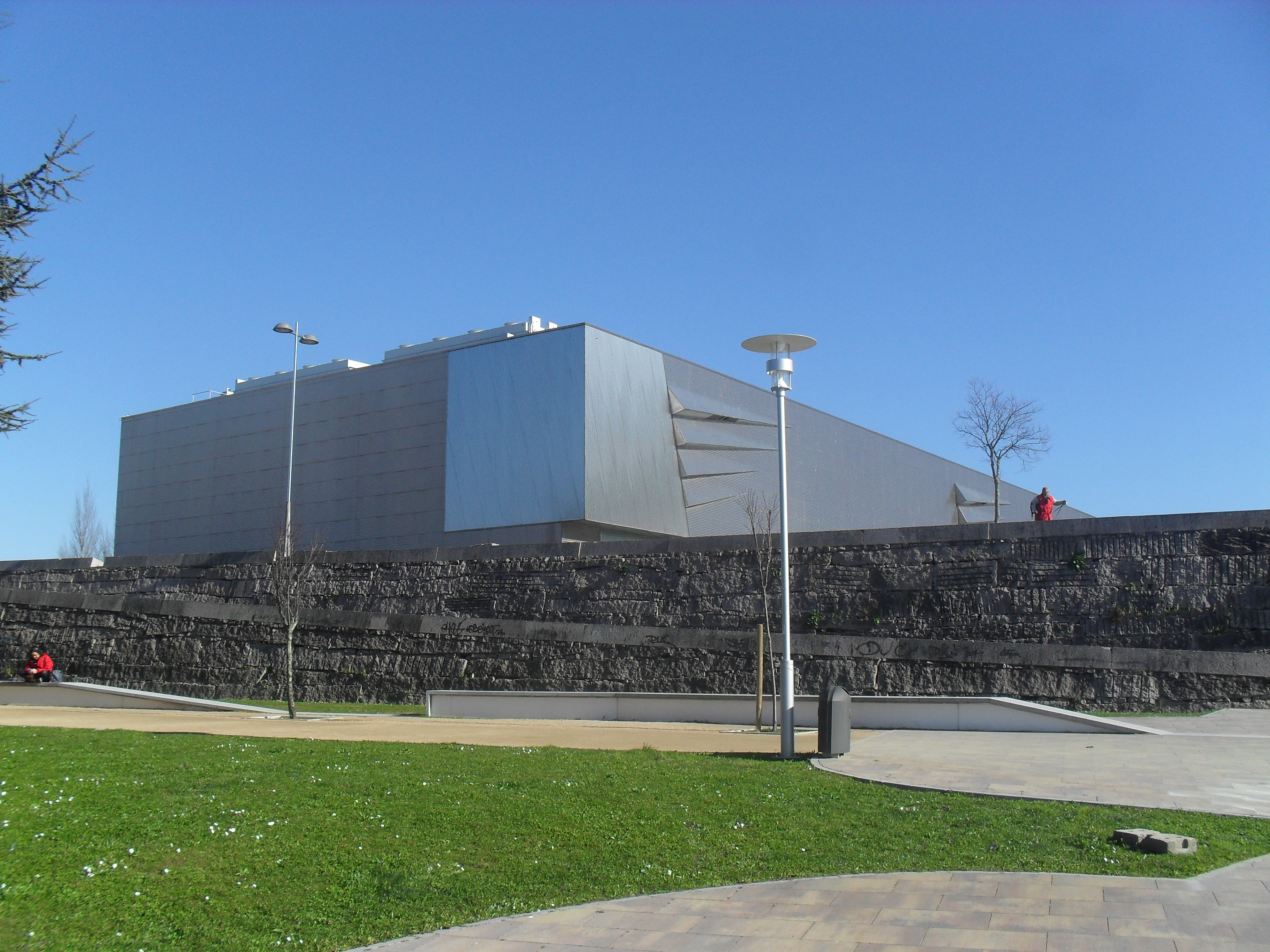
Margen derecho de la avenida.
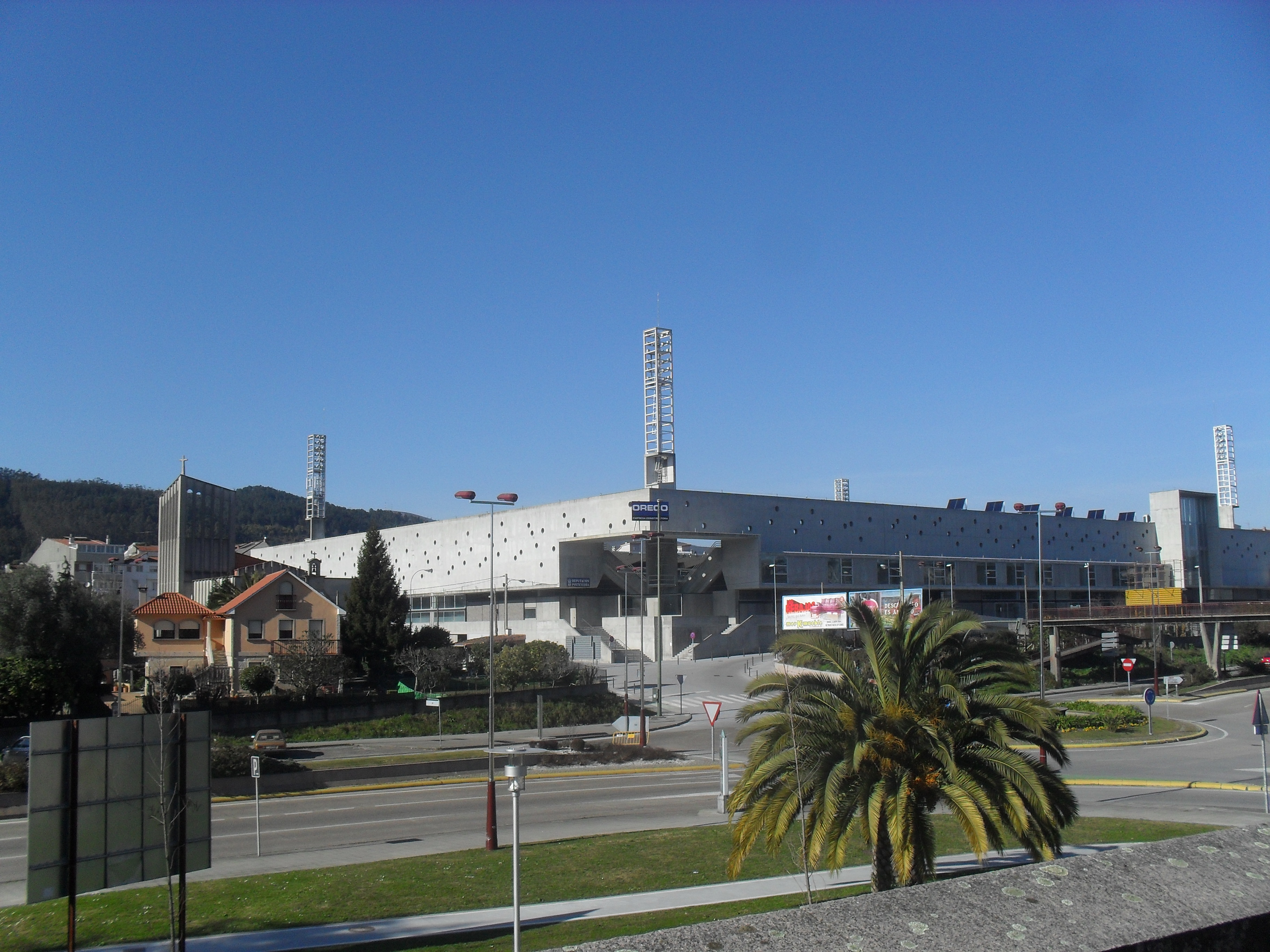
La avenida en 2011.
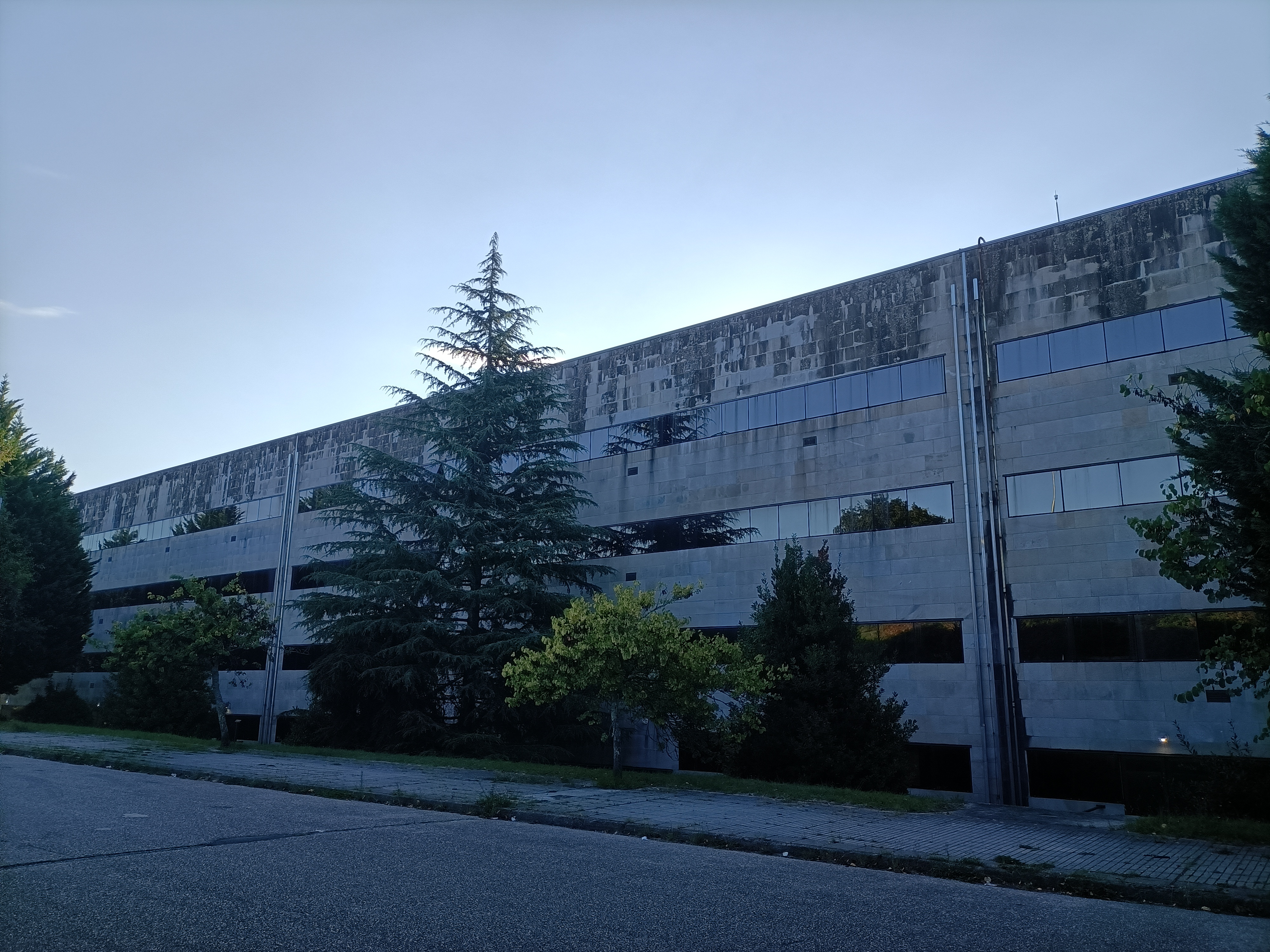
Fachada trasera de la Facultad de Comunicación con frente a la avenida de Compostela.
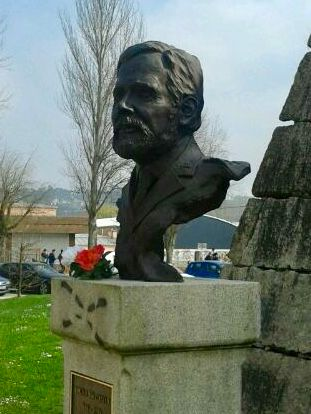
Busto del General Gonzalo Jar.